# Herat (prowincja)
Herat (pers. ‏هرات‎) – prowincja w Afganistanie, razem z prowincjami Badghis, Farah i Ghor tworzy zachodni region kraju. Głównym miastem prowincji i administracyjną stolicą jest Herat, jego bliskie sąsiedztwo z Iranem czyni go drażliwym obszarem, ponieważ Iran usiłuje chronić swoje interesy w Afganistanie opanowanym przez talibów. W 2021 roku prowincja liczyła prawie 2,2 mln mieszkańców.
Prowincja była jednym z pierwszych ważnych pól bitewnych podczas radzieckiej interwencji w Afganistanie i do dziś pozostała obszarem aktywnych walk partyzanckich kierowanych przez miejscowego dowódcę i mudżahedina Ismaela Chana od roku 1979, aż do wycofania wojsk radzieckich w roku 1988.
Prowincja Herat graniczy z Iranem na zachodzie, z Turkmenistanem na północy, z prowincją Farah na południu, z prowincją Ghor na wschodzie i z prowincją Badghis na północnym wschodzie.

## Dystrykty

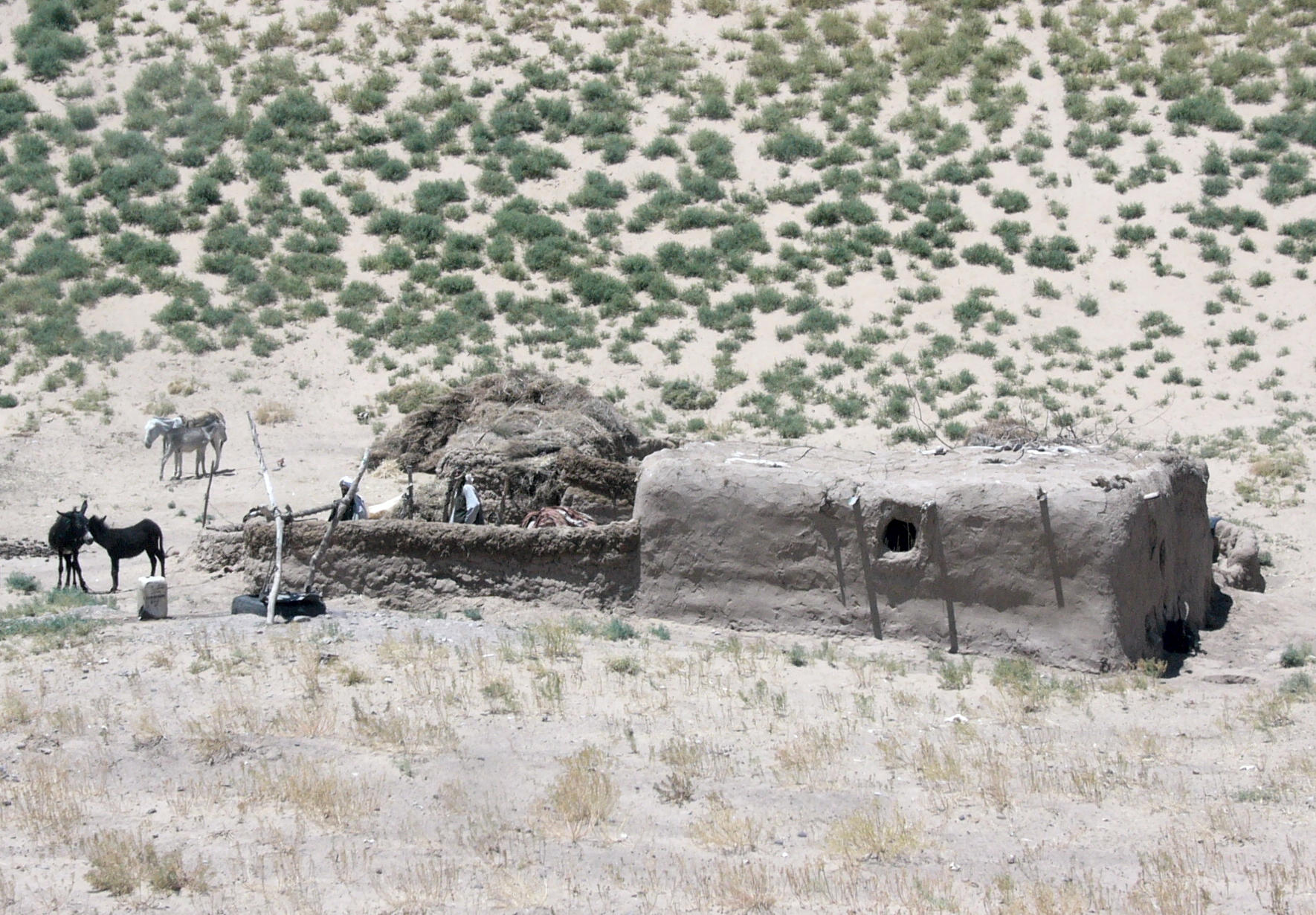
Farma

Prowincja Herat dzieli się na 15 dystryktów (woluswali):
- Adraskan
- Czishti Szarif
- Farsi
- Ghorjan
- Gulran
- Guzara
- Indżil
- Karuch
- Kohsan
- Kuszk
- Kuszki Kuhna
- Obe
- Pasztun Zarghun
- Szindand
- Zinda Dżan